# Huda Szarawi
Huda Szarawi, ar. هدى شعراوي (ur. 23 czerwca 1879 w Kairze, zm. 12 grudnia 1947 tamże) – egipska działaczka polityczna, społeczna, niepodległościowa związana z partią Wafd, jedna z prekursorek feminizmu w Egipcie, współtwórczyni Egipskiej Unii Feministycznej.

## Życiorys
Pochodziła z zamożnej rodziny; jej ojciec Muhammad Sultan pasza był pierwszym przewodniczącym egipskiej Rady Przedstawicielskiej. Matka była z pochodzenia Turczynką. Rodzina należała do najznaczniejszych w Kairze. Przyszła działaczka polityczna odebrała tradycyjne wychowanie; do trzynastego roku życia, gdy wyszła za mąż, przebywała w haremie. Rodzina wydała ją za mąż za kuzyna, Alego Szarawiego; małżeństwo to było nieudane. Kształciła się pod opieką prywatnych nauczycieli. Nauczyła się czytać po arabsku, poznała języki turecki i francuski, opanowała pamięciowo Koran. Zaczęła również pisać wiersze.
Jak kobiety z zamożnych rodzin egipskich, angażowała się w działalność charytatywną. W 1909 utworzyła organizację niosącą pomoc ubogim kobietom i dzieciom oraz organizującą wykłady dla kobiet na temat ich problemów. W 1914 utworzyła towarzystwo literacko-kulturalne dla kobiet, brała udział w tworzeniu szkoły i kliniki dla ubogich mieszkanek Kairu. Współpracowała w działalności charytatywnej z innymi Egipcjankami (muzułmankami i Koptyjkami), ale nie ze stowarzyszeniami zakładanymi przez Angielki.
W 1919 Ali Szarawi był jednym ze współtwórców partii Wafd, a następnie współorganizatorem protestów antybrytyjskich, których uczestnicy domagali się niepodległości Egiptu. W listopadzie 1919 został przez Brytyjczyków usunięty z kraju. Huda Szarawi blisko współpracowała z mężem i po jego wygnaniu nadal brała udział w antybrytyjskich protestach, przewodząc manifestacjom Egipcjanek o patriotycznych przekonaniach. W styczniu 1920 weszła do Centralnego Komitetu Kobiet w strukturach Wafdu, kierowanego przez Safijję, żonę Sada Zaghlula. W 1922 Ali Szarawi zmarł; Huda Szarawi nie wyszła ponownie za mąż, angażując się odtąd wyłącznie w działalność polityczną.
Rok później, uznając, że Centralny Komitet Kobiet nie był skuteczny w działaniu, współtworzyła Egipską Unię Feministyczną. Wielkim rozczarowaniem dla Szarawi i jej współpracowniczek było bowiem niepodjęcie przez rząd niepodległego od 1923 Egiptu, kierowany przez Wafd, żadnych kroków na rzecz prawnego równouprawnienia kobiet. Jej poglądy uległy radykalizacji; w 1924, wracając z międzynarodowej konferencji kobiecej w Rzymie, na dworcu kairskim demonstracyjnie zdjęła z twarzy zasłonę. Uznając, że głos kobiet, mimo ich udziału w protestach z 1919, był ignorowany przez egipskich polityków, wycofała się z aktywności w partii i skupiła się na walce o prawa kobiet do pełnego udziału w życiu publicznym. Egipska Unia Feministyczna domagała się dopuszczenia kobiet do studiów uniwersyteckich (pierwsze studentki zostały dopuszczone na Uniwersytet Kairski w 1928) i pełnego dostępu do pracy zawodowej, także w przemyśle. Organizacja kierowana przez Szarawi żądała także zmian w egipskim kodeksie rodzinnym: udostępnienia kobietom możliwości opieki nad dziećmi w razie rozwodu, odebrania mężczyznom możliwości rozwodu na żądanie, delegalizacji poligamii, podniesienia wieku zamążpójścia do 18 lat dla mężczyzn i 16 dla kobiet. Ostatecznie za życia Szarawi wprowadzona w życie została tylko ostatnia z sugerowanych zmian.
Począwszy od 1935 Szarawi wydawała pismo kobiece L’Égyptienne (Egipcjanka), adresowane do zamożnych, posługujących się językiem francuskim feministek arabskich, zaś od 1937 także jego arabskojęzyczną wersję Al-Misrijja. Wśród jej współpracowników byli filozofowie egipscy Taha Husajn i Muhammad Husajn Hajkal, podzielający jej wizję świeckiego państwa i równouprawnienia płci w oparciu o postulaty feministek zachodnioeuropejskich. Szarawi była natomiast krytykowana przez kobiece organizacje islamskie, w tym najważniejszą – Siostry Muzułmanki, które zarzucały jej dostrzeganie przede wszystkim potrzeb zamożnych kobiet, ślepe wzorowanie się na feminizmie zachodnim i ignorowanie poglądów wierzących muzułmanek. W 1945 współtworzyła Arabską Unię Feministyczną. Pozostała aktywna w polityce do śmierci w 1947.